# Taubenzecke
Die Taubenzecke, Muschelförmige Saumzecke oder Muschelzecke (Argas reflexus) ist eine Art der Lederzecken. Sie bevorzugt als Wirt Tauben, seltener andere Vögel. Bei großem Hunger saugt sie auch am Menschen, stirbt dann allerdings innerhalb weniger Tage.
Die ausgewachsenen (adulten) Weibchen werden vollgesogen bis zu 10 mm lang, die Männchen nur etwa 4 mm. Sowohl Larven als auch ausgewachsene Tiere sind immer länger als breit. Die Tiere halten sich tagsüber in Höhlen, Löchern oder Ritzen in der Nähe der Nester ihrer Wirtstiere auf. Jedes Larvenstadium muss zur weiteren Entwicklung einmal für mehrere Tage Blut saugen. Die adulten Weibchen nehmen mehrmals kurz für 20 bis 40 Minuten Blut auf und legen danach jeweils 12 bis 70 Eier ab. Bisher wurden am Menschen nur allergische Reaktionen bis hin zum anaphylaktischen Schock sicher nachgewiesen. Die Taubenzecke steht aber auch unter Verdacht, den Erreger des Q-Fiebers Coxiella burnetii übertragen zu können.